# Ана Іванович
А́на Іва́нович (серб. Ана Ивановић, *6 листопада 1987 в Белграді, Югославія) — сербська тенісистка, колишня перша ракетка світу. Переможниця Відкритого чемпіонату Франції 2008 року. Амбасадорка ЮНІСЕФ від Сербії.

## Життєпис та кар'єра
Вихованка TK «Партизан».
У 2005 Ана Іванович виграла перший титул у Канберрі, де потрапила до основної сітки через кваліфікацію. В тому ж році на Ролан Гарросі вона обіграла Амелі Моресмо, яка була посіяна під 3-ім номером.
У 2006 Іванович почала з Кубка Гопмана. Після цього вона грала на турнірі у Сіднеї, де знов перемогла Моресмо. У серпні 2007 Іванович перемогла на турнірі першої категорії в Монреалі, подолавши у фіналі Мартіну Хінгіс, чим забезпечила собі перемогу в US Open Series.
Ана Іванович грає правою рукою із дворучним бекхендом, має хороший форхенд і подачу.
За результатами опитування німецького журналу Bild Ана Іванович була визнана власницею найсексуальнішого тіла в спортивному світі.
Ана Іванович в 2008 була нагороджена спеціальною нагородою WTA за діяльність за межами корту. Керівники WTA відзначили активну участь Іванович у різноманітних акціях, а також за фотосесії з фанами та роздачу автографів.
Національна амбасадорка ЮНІСЕФ від Сербії.

## Фінали великого шолому

### Перемоги (1)
| Рік  | Турнір        | Суперниця     | Результат у фіналі |
| 2008 | Roland Garros | Дінара Сафіна | 6-4, 6-3           |

### Поразки (2)
| Рік  | Турнір          | Суперниця      | Результат у фіналі |
| 2007 | Roland Garros   | Жустін Енен    | 6-1, 6-2           |
| 2008 | Australian Open | Марія Шарапова | 7-5, 6-3           |

## Фінали турнірів WTA

### Одиночний розряд: 23 (15 титулів, 8 поразок)
| Легенда                                                                                 |
| --------------------------------------------------------------------------------------- |
| Турніри Великого шлему (1–2)                                                            |
| Турнір чемпіонок WTA (2–0)                                                              |
| Турніри WTA 1000 (Турніри WTA Tier I / Турніри WTA Premier / Турніри WTA Premier) (3–3) |
| Турніри WTA 500 (Турніри WTA Tier II / Турніри WTA Premier) (5–2)                       |
| Турніри WTA 250 (Tier V / Турніри WTA International) (4–1)                              |

| Фінали за покриттям |
| ------------------- |
| Тверде (12–5)       |
| Трава (1–0)         |
| Ґрунт (2–2)         |
| Килим (0–1)         |

| Фінали за типом корту |
| --------------------- |
| Відкритий корт (10–5) |
| Закритий корт (5–3)   |

| Результат | В-П  | Дата     | Турнір                                                     | Категорія     | Покриття   | Опонент                 | Рахунок            |
| --------- | ---- | -------- | ---------------------------------------------------------- | ------------- | ---------- | ----------------------- | ------------------ |
| Перемога  | 1–0  | Січ 2005 | Richard Luton Properties Canberra International, Австралія | Tier V        | Тверде     | Мелінда Цінк            | 7–5, 6–1           |
| Перемога  | 2–0  | Сер 2006 | Мастерс Канада, Канада                                     | Tier I        | Тверде     | Мартіна Хінгіс          | 6–2, 6–3           |
| Поразка   | 2–1  | Лют 2007 | Toray Pan Pacific Open, Японія                             | Tier I        | Килим (i)  | Мартіна Хінгіс (2)      | 4–6, 2–6           |
| Перемога  | 3–1  | Тра 2007 | German Open, Німеччина                                     | Tier I        | Ґрунт      | Світлана Кузнецова      | 3–6, 6–4, 7–6(7–4) |
| Поразка   | 3–2  | Чер 2007 | Відкритий чемпіонат Франції з тенісу, Франція              | Grand Slam    | Ґрунт      | Жустін Енен             | 1–6, 2–6           |
| Перемога  | 4–2  | Сер 2007 | LA Women's Tennis Championships, США                       | Tier II       | Тверде     | Надія Петрова           | 7–5, 6–4           |
| Перемога  | 5–2  | Вер 2007 | BGL Luxembourg Open, Люксембург                            | Tier II       | Тверде (i) | Даніела Гантухова       | 3–6, 6–4, 6–4      |
| Поразка   | 5–3  | Січ 2008 | Відкритий чемпіонат Австралії з тенісу, Австралія          | Grand Slam    | Тверде     | Марія Шарапова          | 5–7, 3–6           |
| Перемога  | 6–3  | Бер 2008 | Indian Wells Open, США                                     | Tier I        | Тверде     | Світлана Кузнецова (2)  | 6–4, 6–3           |
| Перемога  | 7–3  | Чер 2008 | French Open, Франція                                       | Grand Slam    | Ґрунт      | Дінара Сафіна           | 6–4, 6–3           |
| Перемога  | 8–3  | Жов 2008 | Linz Open, Австрія                                         | Tier II       | Тверде (i) | Віра Звонарьова         | 6–2, 6–1           |
| Поразка   | 8–4  | Бер 2009 | Indian Wells Open, США                                     | Premier M     | Тверде     | Віра Звонарьова (2)     | 6–7(5–7), 2–6      |
| Перемога  | 9–4  | Жов 2010 | Linz Open, Австрія (2)                                     | International | Тверде (i) | Патті Шнідер            | 6–1, 6–2           |
| Перемога  | 10–4 | Лис 2010 | Турнір чемпіонок WTA, Індонезія                            | Elite         | Тверде (i) | Аліса Клейбанова        | 6–2, 7–6(7–5)      |
| Перемога  | 11–4 | Лис 2011 | WTA Турнір of Champions, Індонезія (2)                     | Elite         | Тверде (i) | Анабель Медіна Гаррігес | 6–3, 6–0           |
| Поразка   | 11–5 | Жов 2013 | Linz Open, Австрія                                         | International | Тверде (i) | Анджелік Кербер         | 4–6, 6–7(6–8)      |
| Перемога  | 12–5 | Січ 2014 | WTA Auckland Open, Нова Зеландія                           | International | Тверде     | Вінус Вільямс           | 6–2, 5–7, 6–4      |
| Перемога  | 13–5 | Кві 2014 | Monterrey Open, Мексика                                    | International | Тверде     | Йована Йович            | 6–2, 6–1           |
| Поразка   | 13–6 | Кві 2014 | Porsche Tennis Grand Prix, Німеччина                       | Premier       | Ґрунт (i)  | Марія Шарапова (2)      | 6–3, 4–6, 1–6      |
| Перемога  | 14–6 | Чер 2014 | Birmingham Classic, Велика Британія                        | Premier       | Трава      | Барбора Стрицова        | 6–3, 6–2           |
| Поразка   | 14–7 | Сер 2014 | Мастерс Цинциннаті, США                                    | Premier 5     | Тверде     | Серена Вільямс          | 4–6, 1–6           |
| Перемога  | 15–7 | Вер 2014 | Pan Pacific Open, Японія                                   | Premier       | Тверде     | Каролін Возняцкі        | 6–2, 7–6(7–2)      |
| Поразка   | 15–8 | Січ 2015 | Brisbane International, Австралія                          | Premier       | Тверде     | Марія Шарапова (3)      | 7–6(7–4), 3–6, 3–6 |

### Парний розряд: 1 (поразка)
| Легенда                                      |
| -------------------------------------------- |
| Турніри WTA 250 (Турніри WTA Tier III) (0–1) |

| Фінали за покриттям |
| ------------------- |
| Трава (0–1)         |

| Фінали за типом корту |
| --------------------- |
| Відкритий корт (0–1)  |

| Результат | В-П | Дата     | Турнір                                         | Категорія | Покриття | Партнер         | Опонент         | Рахунок       |
| --------- | --- | -------- | ---------------------------------------------- | --------- | -------- | --------------- | --------------- | ------------- |
| Поразка   | 0–1 | Чер 2006 | Rosmalen Grass Court Championships, Нідерланди | Tier III  | Трава    | Марія Кириленко | Yan Zi Чжен Цзє | 6–3, 2–6, 2–6 |